# Aer Lingus VC
Aer Lingus VC är en volleybollklubb från Dublin, Irland. Klubben grundades i juni 1984 vid Dublins flygplats. Klubben tillhör de mest framgångsrika volleybollklubbarna i Irland, både på herr- och damsidan. Herrlaget har blivit irländska mästare 11 gånger och vunnit irländska cupen 10 gånger, medan blivit damlaget irländska mästare 6 gånger och vunnit irländska cupen 4 gånger.